# Olivier (ami de Roland)
Pour les articles homonymes, voir Olivier (homonymie).

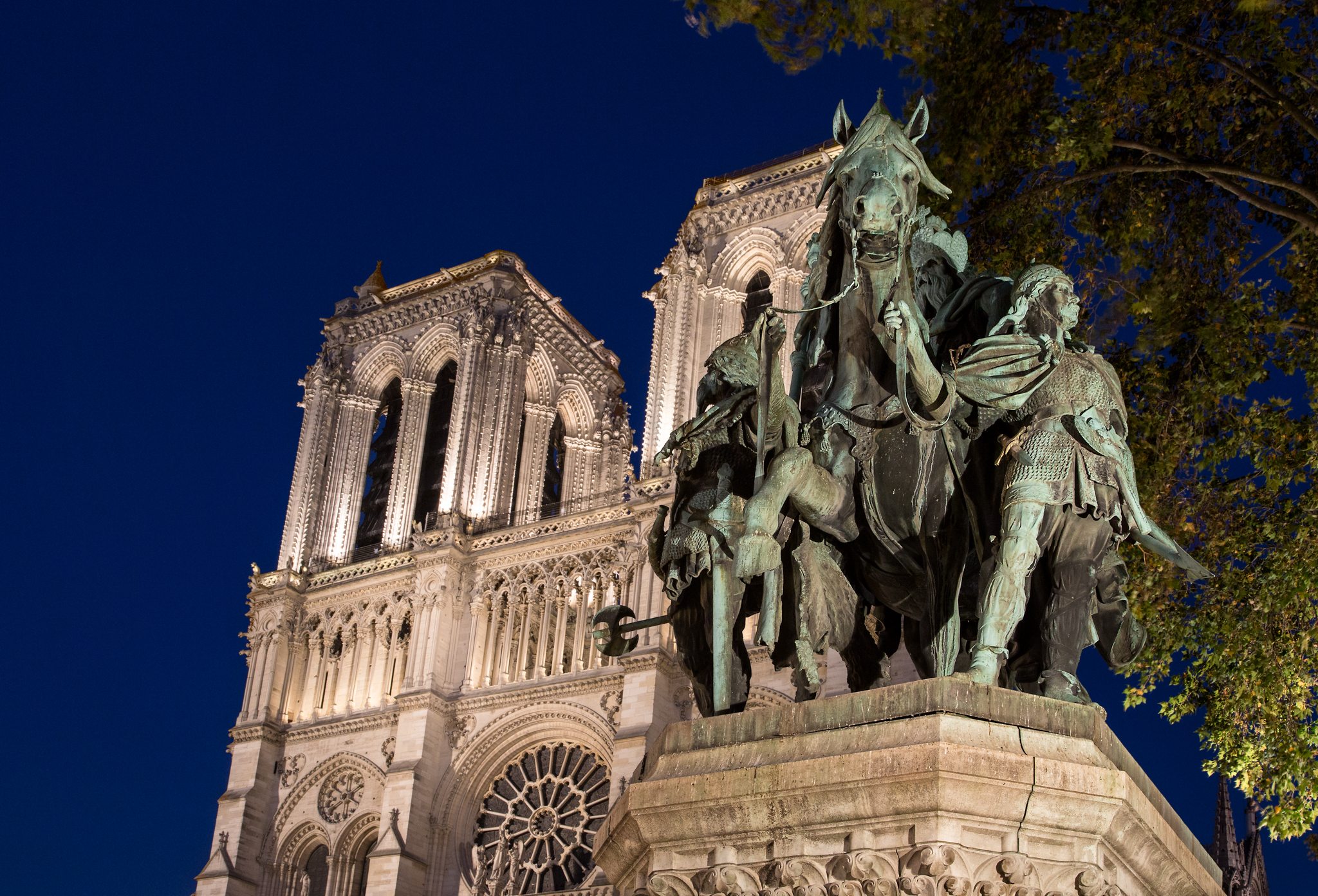
Olivier (debout à droite) représenté avec Roland (à gauche) tenant la bride du cheval de Charlemagne dans le groupe statuaire Charlemagne et ses Leudes situé sur le parvis de Notre-Dame à Paris.

Olivier, parfois nommé Olivier de Vienne,,, de Genève,, ou de Lausanne,, ou encore Olivier le sage par opposition à Roland, dit le Preux, est un chevalier fictif de chanson de geste du Cycle carolingien, particulièrement présent dans le poème épique de La Chanson de Roland. Il est traditionnellement représenté comme l’ami intime de Roland, son confident et conseiller ainsi qu’un des douze chevaliers compagnons de Charlemagne, ou Douze preux. Olivier est le frère d’Aude, la fiancée de Roland. Tout comme Roland, il est tué lors de la bataille de Roncevaux. Certains spécialistes relient l’origine de son nom à l’olivier, symbole biblique de la sagesse divine.
Son épée porte le nom de  Hauteclaire dans la Chanson de Roland, et Talhaprima dans Roland à Saragosse.

## LaChanson de Roland
Contrairement à Roland, qui est généralement décrit comme un être d’un courage téméraire, Olivier se démarque par sa sagesse et son sang-froid au combat. Il dit à Roland que « la bravoure raisonnable n'est pas la folie, et la sage mesure vaut mieux que la témérité,, ». Olivier est mortellement blessé, par derrière, par le Sarrasin Marganice mais, avant de mourir, lui fend le crâne d’un seul coup de son épée,  Hauteclaire.

## Autres ouvrages
Outre La Chanson de Roland, c'est dans Girart de Vienne, chanson de geste de Bertrand de Bar-sur-Aube vers 1180, qu'on trouve la présence la plus significative du chevalier Olivier. Girard, l’oncle d’Olivier, est en guerre constante contre Charlemagne, son suzerain, depuis sept ans. Les deux adversaires décident de mettre fin au conflit par un duel entre leurs deux champions. Olivier, provenant du Comté de Vienne, et Roland de Bretagne, sont respectivement choisis par Girard et Charlemagne. Les champions s'affrontent en duel mais nul ne parvient à vaincre son adversaire. Reconnaissant chacun la vaillance et la noblesse de l’autre, ils se jurent mutuellement leur amitié, et parviennent à rétablir la paix entre leurs oncles.
Dans Roland à Saragosse, Olivier est décrit comme l'ami de Roland, ainsi comme le chaperon désigné par Charlemagne pour tempérer l'impétuosité juvénile de son neveu Roland. Celui-ci est invité par la reine maure Bramimonde de Saragosse, où il se rend avec Olivier. En arrivant en vue de la ville, Roland demande à Olivier de lui promettre une faveur. Celui-ci accepte, ne s'attendant à aucune traitrise. Roland lui demande de ne pas l'accompagner, afin d'obtenir pour lui seul la gloire et les faveurs de Bramimonde. Outré, Olivier tient toutefois parole, et Roland entre seul en ville, où Bramimonde lui donne un magnifique manteau.
Mais quand Roland veut quitter la ville, il est encerclé et retenu par des Sarrasins. Il appelle Olivier, qui est sur une colline à l'extérieur, au secours. Celui-ci ne bouge toutefois pas, et ce n'est qu'après des hésitations, alors que Roland est déjà désarçonné et en danger de capture, qu'il attaque. Il tue de nombreux Sarrasins, mène un cheval à Roland, puis quitte de nouveau le champ de bataille.
Plus tard, Olivier et ses chevaliers quittent le camp de Charlemagne et attaquent la petite ville mauresque de Gorreya. Roland part à leur suite pour demander pardon à Olivier. Puis ils se déguisent en Sarrasins, attendant Roland venu demander pardon. Quand celui-ci arrive, Olivier sort de la ville déguisé en Sarrasin, et l'attaque. Roland réussit à désarçonner Olivier, mais sur un signal de celui-ci, les autres chevaliers sortent à leur tour, déguisés aussi. Très vite Roland est piégé et débordé, puis obligé de se rendre. Olivier retire alors son déguisement et accepte les excuses de Roland.
Olivier apparaît également dans une série de chansons concernant le géant Fierabras, présenté comme un rival d'Olivier, et quasiment son égal. Le roi sarrasin Balan et son fils le géant Fierabras (qui mesure 4,60 mètres) reviennent en Espagne après le sac de l'église Saint-Pierre de Rome et la capture des reliques de la Passion. Charlemagne envahit l'Espagne pour récupérer lesdites reliques et envoie Olivier affronter Fierabras. Une fois vaincu, le géant décide de se convertir au christianisme et rejoint l'armée de Charlemagne. Peu après, Olivier et quelques-uns de ses compagnons sont capturés par les Sarrasins. Floripas, sœur de Fierabras, tombe amoureuse de l'un des chevaliers, Gui de Bourgogne. Après une série de péripéties, Balan est tué, Charlemagne envoie les reliques à Saint-Denis et partage l'Espagne entre Fierabras et Gui de Bourgogne, qui épouse Floripas.
Dans Galiens li Restorés, Olivier a un fils avec une princesse byzantine appelée Jacqueline. Galien quitte Constantinople à la recherche de son père Olivier, et arrive à Roncevaux à temps pour échanger quelques mots avec son père mourant. Il retourne alors à Constantinople, où ses oncles ont assassiné leur père, Empereur de Byzance et grand-père de Galien. Celui-ci les affronte, les vainc et devient empereur de Byzance alors que le procès du traître Ganelon a lieu en France.
Enfin, et plus tardivement, Olivier apparaît dans des chansons italiennes du XVe siècle comme Roland furieux de l'Arioste, Roland amoureux, de Matteo Maria Boiardo et Morgant le Géant de Luigi Pulci. Chez Boiardo et L'Arioste, Olivier a deux fils, appelés Griffon le Blanc et Aquilant le Noir. Leur mère, d'après L'Arioste, est Gismonde.